# Please Please Me/Ask Me Why
"Please Please Me/Ask Me Why" er den anden officielle singleudgivelse fra The Beatles.
Den udkom på Parlophone den 11. januar 1963, og den opnåede at blive nummer 1 på New Musical Express og Melody Maker hitlisterne. Den nåede dog kun nr. 2 på Record Retailer-hitlisten, som efterfølgende udviklede sig til UK Singles Chart. På grund af dette blev det ikke inkluderet på Beatles' nummer et-opsamling: 1.

## Komposition
Ifølge John Lennon er "Please Please Me" udelukkende komponeret af ham, og han skrev nummeret i soveværelset i sin tantes hus på Menlove Avenue nr. 251 i Liverpool. Han var blevet betaget af et nummer med Roy Orbison (måske "Only the Lonely") og fik lyst til at lave noget tilsvarende. Samtidig var han også blevet betaget af noget af teksten fra "Please" med Bing Crosby: ‘Please, lend your little ear to my pleas’. Den dobbelte brug af ordet 'please' var fascinerende. Første udgave af sangen var bluesagtig, langsom i tempoet og med sparsom vokal uden harmonier. Der var heller ikke nogen mundharmonika-introduktion.
"Ask Me Why" er primært skrevet af John Lennon tidligt i 1962. Ifølge Paul McCartney var det Johns ide, som de så begge skrev sammen, men også at det mest var Johns komposition. Nummeret var en del af deres live-materiale fra før deres pladekontrakt, og det og var også en af de sange, de spillede ved deres første Parlophone-audition i EMI's Abbey Road Studie 2 den 6. Juni 1962.
Begge sange er krediteret som McCartney-Lennon, som mange andre af de tidlige Beatles-kompositioner.

## Indspilning
Singlen blev indspillet den 26. november 1962 og blev produceret af George Martin, der også producerede deres første og blev deres faste producer herefter.
Tidligere versioner af "Please Please Me" var langsomme i tempoet og meget inspireret af Roy Orbison, og efter ændringsforslag fra George Martin om at gøre nummeret hurtigt og mere "frisk" med tættere harmonier og også med tilføjelse af Johns mundharmonika-introduktion blev det godkendt til at være et nummer til The Beatles næste single. Der blev lavet 18 indspilninger inklusive overspilninger af Johns mundharmonika, og nummeret blev valgt til at være A-side. John Lennons mundharmonikaspil har en særdeles fremtrædende plads, og i lighed med andre tidlige Beatles-kompositioner som "Love Me Do" og "From Me to You" bliver den brugt til at åbne nummeret. McCartney og Lennon deler i første omgang vokalen ved, at McCartney holder en høj tone, mens Lennon falder ned gennem skalaen - et trick de lærte fra Everly Brothers UK-hitsang "Cathy's Clown" (april 1960). McCartney sagde: "Jeg lavede tricket med at blive på den høje tone, mens melodien fossede ned fra den". Hvor "Love Me Do" uden tvivl havde været snæversynet, og de i vid udstrækning stolede på støtte fra deres eksisterende hjemmefans, ville "Please Please Me" være banebrydende, især da Beatles nu var tilbage i Storbritannien og kunne optræde på indflydelsesrige nationale TV-shows såsom "Thank Your Lucky Stars".
Efter en kort pause efter indspilningerne af "Please Please Me" blev der lavet 6 indspilninger af "Ask Me Why", og den bedste blev valgt som B-side. Den første indspilning af "Ask Me Why" blev i øvrigt foretaget i Abbey Road-studierne ved deres allerførste audition den 6. juni 1962 med trommeslageren Pete Best. Indspilningerne af nummeret fra den dato blev ikke betragtet som egnede til udgivelse så de er blev destrueret.
Under sessionen øvede The Beatles også nummeret "Tip of My Tongue", en anden Lennon og McCartney-sang, som også blev overvejet til B-siden af "Please Please Me"-singlen. George Martin følte dog, at "Tip of My Tongue" ikke var komplet nok, og nummeret blev til sidst givet til Tommy Quickly, der indspillede det i juli 1963 udgav den på single i august samme år.
George Martin var efter dagens indspilninger af den helt klare opfattelse, at The Beatles nu havde lavet deres første nr 1 hit.

## Yderligere baggrundshistorie
The Beatles havde opnået en beskeden debutsucces med "Love Me Do", men havde dog trods alt fået en lovende start, da den opnåede en 17. plads på hitlisterne. De havde spillet meget i Liverpool og havde haft deres sidste sæson i Hamburg, hvilket betød, at de ikke havde kunnet promovere deres debutsingle mere bredt. Dog havde de fået promoveret singlen i både BBC og Radio Luxembourg. George Martin besluttede at gå videre med den næste single, og The Beatles blev inviteret til EMI den 26. november 1962 for at indspille den.
Under de sidste indspilninger af "Love Me Do" og "P.S. I Love You" den 11. september 1962 var George Martin (stadig) af den mening, at The Beatles næste single skulle være How Do You Do It, skrevet af Mitch Murray. The Beatles havde omarrangeret nummeret og indspillet det et utal af gange ved deres andet besøg hos EMI den 4. september 1962. "Please Please Me" blev faktisk indspillet en del gange den 11. september med Andy White på trommer. På det tidspunkt var nummeret tænkt som en mulighed som B-side til "Love Me Do". Da George Martin hørte det, synes han, at det var kedeligt og for langsomt, så han foreslog, at de skulle sætte tempoet op og arbejde med nogle tættere harmonier.
Hvis sessionsnoterne og datotilskrivningen i 1995-opsamlingen The Beatles Anthology 1 er korrekte, blev en hurtigere-tempo-version uden mundharmonika indspillet på Abbey Road den 11. september. Det er den eneste session, hvor studietrommeslageren Andy White var til stede. Nummeret, som er nr. 24 på Anthology 1, mentes at være blevet slettet, indtil det blev genopdaget i 1994 under Anthology-produktionen, hvor Anthology-noterne synes at indikere, at det var trommeslageren Andy White frem for Ringo Starr. Der er dog en del uenighed, om Ringo Starr spillede trommer den dag eller ej. Det har ikke været muligt af finde den langsomme Orbison-inspirerede version. Dengang gemte man ikke numre, der var taget ud.
I et BBC interview fra 2012 hævdede Andy White, at det var hans trommespil på den udsendte hitsingle:
 Ud fra trommelyden kan jeg høre, at det var mig, for mine trommer havde en meget anderledes lyd end Ringos trommesæt på det tidspunkt. Det var før han fik Ludwig-sættet. Hver trommeslager har deres egen lyd, først og fremmest ved den måde, de stemmer trommerne på, og derefter ved den måde, de spiller på trommerne.

White var dog ikke til stede i studiet ved optagelserne den 26. november, og han var kun ansat til sessionen den 11. september.

## Udgivelse
Som allerede nævnt udkom singlen den 11. januar 1963 i UK, og den opnåede at blive nummer 1 på New Musical Express og Melody Maker hitlisterne.
Singlen udkom som gruppens første single i USA den 25. februar samme år på Vee-Jay Records, da Capitol Records (EMI's amerikanske pladeselskab) og Atlantic Records begge havde sagt nej til tilbuddet. Singlen vakte ikke særlig opmærksomhed, og i øvrigt var gruppens navn ukorrekt stavet som "The Beattles" på den første presning. Året efter tog Beatlemania fat i USA, og singlen blev genudsendt den 3. januar 1964 - nu med med From Me to You på B-siden. Denne gang kom den næsten til tops på Billboard-listen. Den dog ikke nåede højere end nummer 3, da den ikke formåede at overhale de to andre Beatles-singler "I Want to Hold Your Hand" og "She Loves You".

## Musikere
- John Lennon – forsanger, rytmeguitar, mundharmonika
- Paul McCartney – bas, baggrundsvokal
- George Harrison – singleguitar, baggrundsvokal
- Ringo Starr – trommer